# Социальная фантастика
Социальная фантастика (англ. Social science fiction) — жанр научно-фантастической литературы, в котором ведущую роль играют различные описания связи технического прогресса и социального устройства общества будущего, причудливые варианты влияния технологий на социум, близких к описанию технократии, и размышления об общечеловеческих ценностях, о взаимодействии человека и общества. Социальной фантастике присущ широкий спектр возможностей, благодаря общему стремлению фантастики к синкретизму эта разновидность фантастики позволяет не только ставить социальные проблемы, но и затрагивать их в тесной связи с философскими, мировоззренческими, этическими проблемами. Распространёнными формами социальной фантастики являются утопия, антиутопия, футурологическая научная фантастика.
Герберт Уэллс в автобиографии, подводя итог своему творчеству, называл фантастику своего рода умозрительной социологией: «Социология не может быть ни просто искусством, ни наукой в узком смысле этого слова, она собрание знаний, представляемых в вымышленной форме с присутствием личного элемента, иначе говоря, литература в наиболее возвышенном смысле этого понятия». В соответствии с этим он рассматривал «создание и критику утопий» как такую литературную форму, в которую лучше всего мог быть облачен «хороший социологический труд».
Это мнение разделял Азимов, который в статье «Социальная научная фантастика» сравнивал изображение возможного будущего и иных форм общественного устройства со своего рода «социальным экспериментом на бумаге». Приучать читателя к возможности изменений, заставлять его размышлять вдоль разнообразных направлений — в этом он усматривал «великую служебную роль научной фантастики». Научная фантастика, по убеждению Азимова, призвана систематически исследовать возможные пути общественного развития, своевременно предостерегать об опасных тенденциях и самое главное — сделать рациональное размышление о судьбах человечества достоянием возможно более широких масс.

## История жанра
Социальная фантастика получила особенно широкое распространение в социалистических странах Восточной Европы (творчество Ивана Ефремова, братьев Стругацких, Станислава Лема). Стругацких часто называют пионерами этого жанра.
К социальной фантастике постсоветского времени относятся произведения таких писателей-либералов, как Борис Стругацкий и Святослав Логинов; приверженцами имперской идее в разное время проявили себя из авторов социальной фантастики Эдуард Геворкян, Андрей Столяров, Роман Злотников, Виктор Бурцев; идеологом советизма показал себя Сергей Анисимов. Проглобалистские идеи присутствуют в принадлежащем к жанру социальной фантастики романе «Вариант „И“» Владимира Михайлова, антиглобалистские — в романе «Жёлтая линия» Михаила Тырина. В романе «Война за „Асгард“» Кирилл Бенедиктов даёт масштабную панораму человечества в середине XXI века; в ряде романов-катастроф Александра Громова даётся исследование социальных ограничений общественного инстинкта самосохранения; точный портрет российской провинции изображён в романе Михаила Тырина «Синдикат „Громовержец“». В романе Олега Дивова «Выбраковка» очень правдоподобно описана всероссийская «зачистка», а в цикле повестей и рассказов Владимира Покровского присутствует гротескно изображённая панорама мира будущего, в котором господствует очень выраженный экологизм.

### Развитие направления социальной фантастики
Утопия

Первая волна социальной фантастики. Возникла в XVI веке как мечта об идеальном обществе. Классические образцы художественных произведений, оказавших значительное влияние на культуру:
- «Утопия» (1516), Томас Мор
- «Город Солнца» (1602—1623), Томмазо Кампанелла

Антиутопия

Вторая волна социальной фантастики. Возникла в самом начале XX века — как критика идеалов, провозглашаемых «утопистами», так и выражение страхов перед прогрессом, перед «правыми» реакциями и «левыми» диктатурами. Классические образцы художественных произведений, оказавших значительное влияние на культуру:
- «Мы» (1920, роман), Евгений Замятин
- «Метрополис» (1927, кинокартина), Фриц Ланг
- «О дивный новый мир» (1932, роман), Олдос Хаксли
- «Скотный двор» (1945), «1984» (1949), Джордж Оруэлл
- «451 градус по Фаренгейту» (1953, роман), Рэй Бредбери
- «Заводной апельсин» (1962, роман), Энтони Бёрджесс

Киберпанк

Третья волна социальной фантастики. Развивалась в 1980—1990-х годах XX века как художественный субжанр антиутопии. Особенностью данного направления явилось то, что оно стало очень популярным направлением не только в литературе, но и в кинематографе, анимации, графике, компьютерных играх и музыке, в связи с чем родилась целая художественная стилистика жанра социальной фантастики — неоновая палитра цветов, графические сетки, специфический шрифт надписей.
- «Бегущий по лезвию» (1982, кинокартина)
- «Трон» (1982, кинокартина)
- «Нейромант» (1984, роман)
- «Терминатор» (1984, кинокартина)

Посткиберпанк

## Примеры социально-фантастических произведений
- «Машина времени» Герберта Уэллса
- «Город» Клиффорда Саймака
- «Основание» Айзека Азимова
- «Град обреченный» братьев Стругацких
- «Час Быка» И. Ефремова
- «Аэлита» А. Толстого
- «Корпорация „Бессмертие“» Роберта Шекли
- «Трансчеловек» Юрия Никитина
- «Армагед-дом» Марины и Сергея Дяченко
- «Shinsekai Yori» Юсукэ Киси
- «Диктатор, или Чёрт не нашего бога» Сергея Снегова
- «Обделённые» Урсулы Ле Гуин